# Победобесие

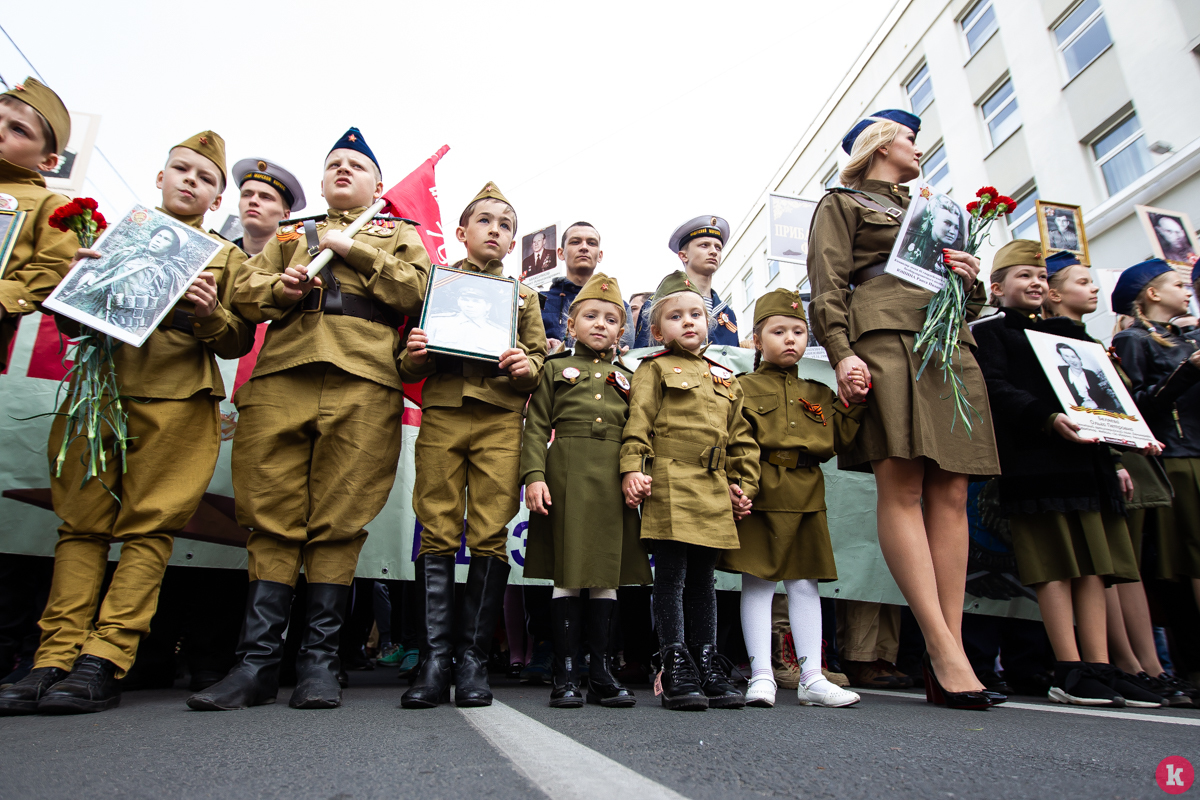
Дети в военной форме РККА времён ВОВ. Бессмертный полк в Калининграде, 9 мая 2019 года

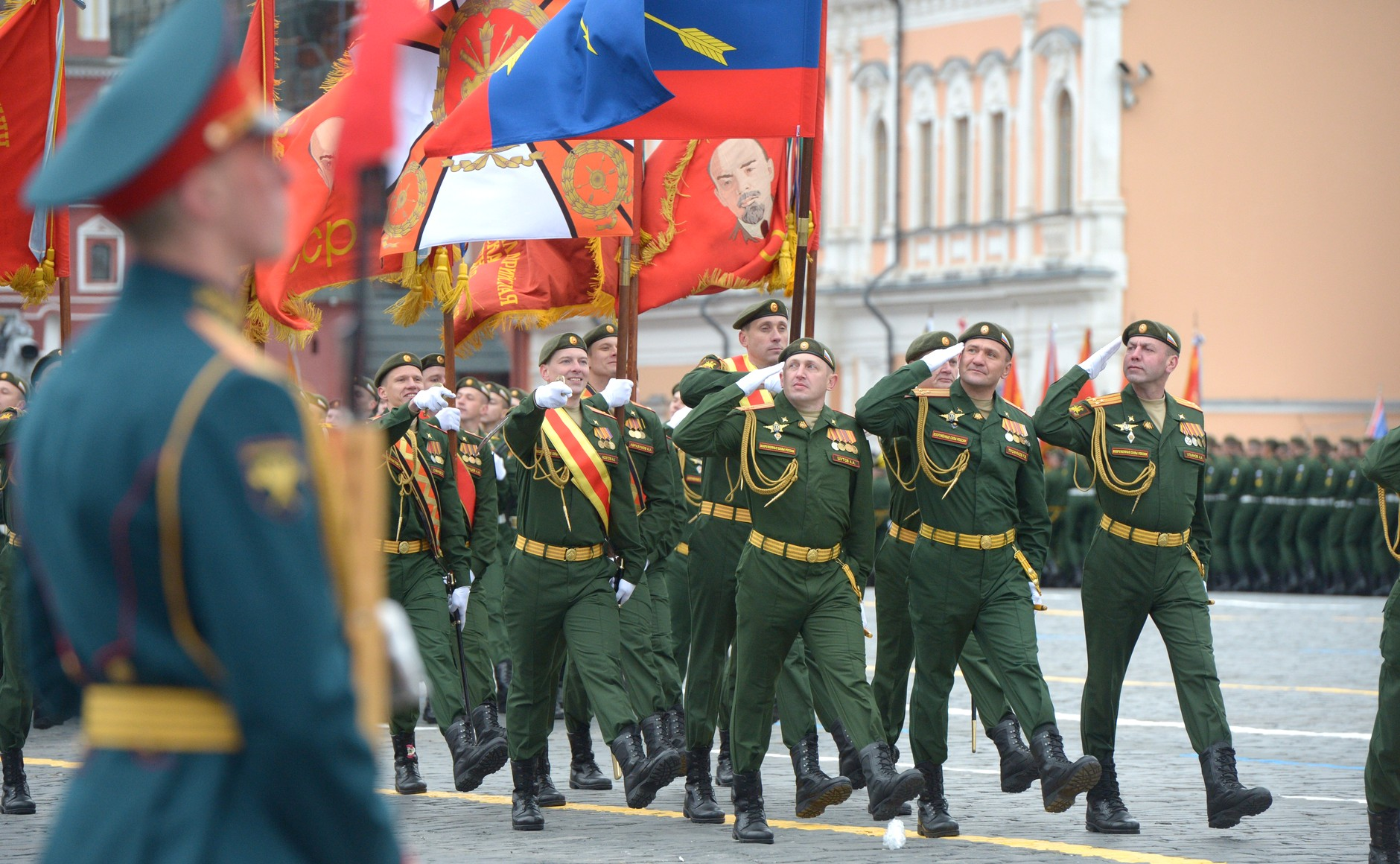
Парад Победы, Москва, 2021 год. Военные парады и советская военная символика играют важную роль в праздновании 9 мая по всей России

Победобе́сие — уничижительный термин, используемый для описания «гиперболического празднования» Дня Победы в России. Порой также называется «культом Победы». Победа союзников по антигитлеровской коалиции над нацистской Германией особенно активно стала эксплуатироваться в России в пропагандистских целях для оправдания агрессивной политики и усиления милитаризма в период правления Владимира Путина.

## Неологизм
Слово «победобесие» образовано с помощью объединения двух основ — «победа» и «бес». Термин «победобесие» был придуман священником Георгием Митрофановым в 2005 году в качестве реакции на события, связанные с празднованием 60-летия победы СССР в войне с нацистской Германией, и впоследствии стал интернет-мемом. Данный окказионализм приобрёл популярность в 2014 году после аннексии Россией Крыма и начала войны в Донбассе. Он может применяться в отношении лиц, празднующих День Победы. Смыслом термина также является критика мероприятий, связанных с празднованием Дня Победы в России. Другое значение слова «победобесие» связано с критикой таких акций или действий, которые связывают идею праздника Дня Победы с недостойными, аморальными явлениями и поступками. В 2015 году началась масштабная кампания по интеграции термина в информационное пространство Рунета, был опубликован видеоролик «Победобесие», открыто дискредитирующий сам Праздник Победы. В 2018 году был запущен сайт «Победобесие». Термин активно распространяется, его применяют в том числе к спортивным мероприятиям, он переходит из социальных сетей в СМИ.
Как отмечается в исследовании компании «Крибрум», с 2014 года 256 тысяч пользователей опубликовали 537 290 сообщений с термином «победобесие» в социальных медиа, в аккаунтах СМИ и различного рода сообществах, из них только 37 % (239 407) были оригинальными, остальное являлось перепечатками и репостами. За весь период количество просмотров составило более 429 млн. Основная роль в распространении сообщений с упоминаниями термина «победобесие» с 2014 по 2016 год, как указано в исследовании, принадлежит преимущественно украинским авторам, при этом с 2017 по март 2020 года количество российских авторов составляет уже более половины.

## История
Главным государственным праздником Советского Союза было 7 ноября, день Великой Октябрьской социалистической революции, а 9 мая не было и праздником в период с 1948 по 1965 год. В брежневскую эпоху День Победы стал важным праздником: американский политолог Мария Снеговая считает, что возобновление празднования помогало придать легитимации советской системе, и что со временем победа во Второй мировой войне заменила Октябрьскую революцию как «историю в сердце» Советского Союза. 

### Пропаганда и Путин
У нас не выкорчеваны корни советского тоталитаризма. Все эти герои, с кем Хрущёв не расправился, я имею в виду со Сталиным он расправился, Молотовым и его приспешниками, всем остальным и памятники стоят, и улицы названы. То есть наш человек в смысле символическом живёт в советском мире. Поэтому апелляция к советским нормам — наказание за недоносительство, ответственность с 14 лет, кстати говоря, происходит «победобесие», вместо того, что «праздник со слезами на глазах», когда так действуют, то заталкивают новую посткоммунистическую Россию в советское вчера…

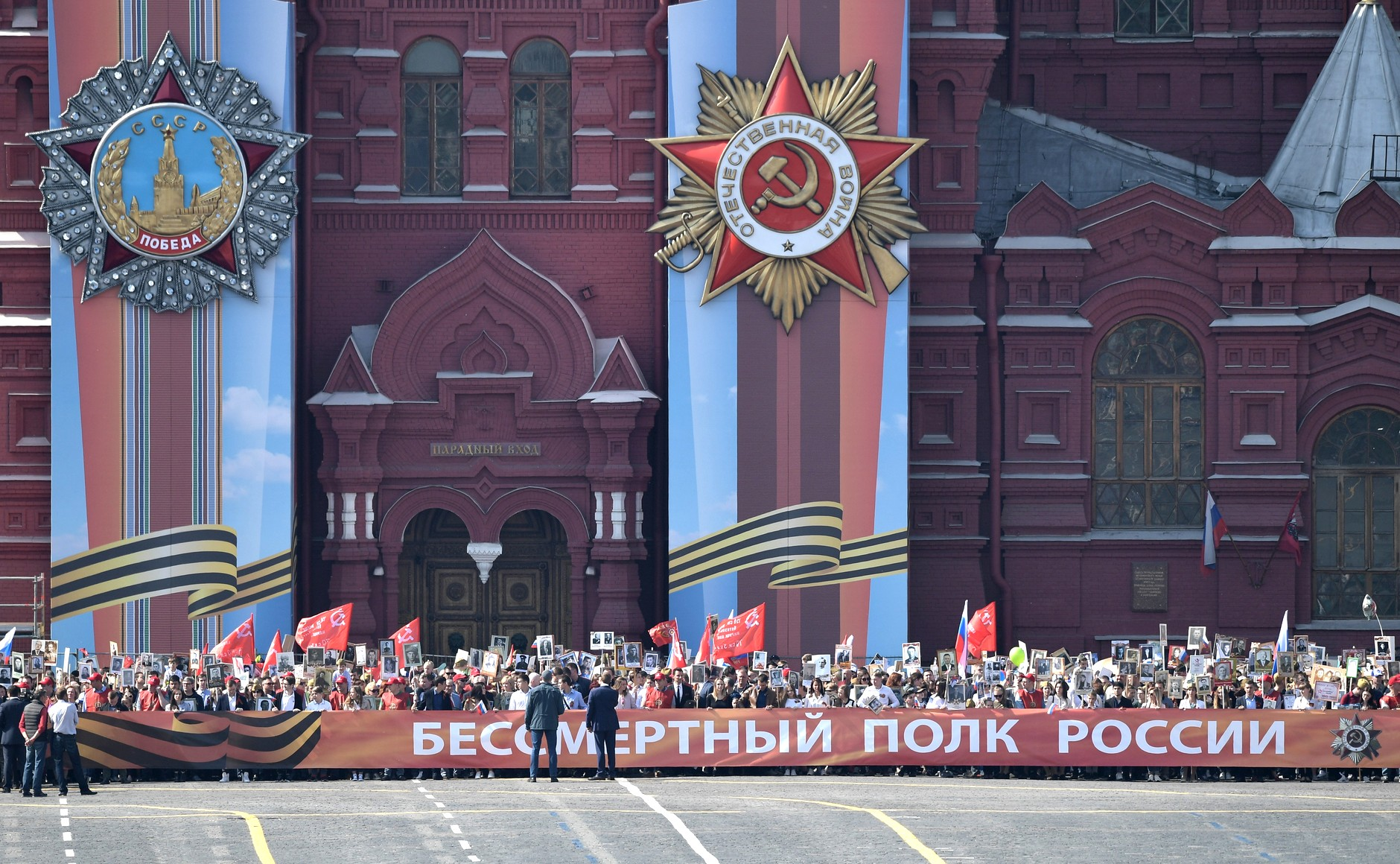
Бессмертный полк в Москве, 2019 год

День Победы стал ещё более центральным праздником при президенте России Владимире Путине, который, по мнению критиков, взрастил «„культ“ Великой Отечественной войны». Россия при Путине также использовала язык победы Советского Союза над нацистской Германией для оправдания российской агрессии по отношению к Украине. Великая Отечественная война, по словам Шона Уокера из The Guardian, постепенно стала «центральным элементом концепции Владимира Путина о российской идентичности за два десятилетия его правления». Российский эксперт по пропаганде и историк Ян Гарнер утверждает, что Путин реконструировал советский «культ Великой Отечественной войны» «в манере, имеющей все признаки религии», и что «государственный культ Второй мировой войны — был включён в православное христианство, и наоборот». Джулия Дэвис, обозреватель российских СМИ, описывает победобесие как «нездоровую одержимость военной мощью и прошлыми победами».
Выступая в День Победы в 2000 году, вскоре после того, как стал президентом, Путин обратился к группе ветеранов, заявив: «Благодаря вам мы привыкли быть победителями. Это вошло в нашу кровь. Также помогите нашему поколению в мирное время, помогите нам построить сильную и процветающую страну».
По данным Euromaidan Press, победобесие стало «одной из самых важных частей пропаганды» в путинской России.
Тимоти Снайдер считает, что «День Победы» стал в путинской России прежде всего символом противостояния с «загнивающим Западом» и что россияне все ужасы войны приписывают украинцам и Европе (украинцы в этой модели — «язычники, коллаборанты и фашисты»).
Канадский историк русского происхождения Дмитрий Бергер отметил: «Те, кто любят поговорить о некой Великой Победе советского народа, не знают или не желают знать, что прошедшие и пережившие эту войну люди так о ней не думали. Великими были только поражения, трагедии и страдания. И великим было облегчение, что весь этот великий ужас, наконец, кончился. Найти величие, находясь в окружении развалин, разрухи и десятков миллионов трупов, человек, сохранивший хоть толику здравого ума, не мог».
Известные элементы, отождествляемые с победобесием, включают в себя «добавление башенки из папье-маше к коляске своего ребёнка, чтобы она выглядела как танк, или надписи „На Берлин“ на своих автомобилях». В последние годы такие лозунги, как «Можем повторить», стали популярными.

## Признаки и причины
Признаками явления обозреватели называют внедрение знаков победы в войне и атрибутики войны в контексте остальных проявлений российской культуры, несовместимых с памятью о погибших. В качестве примера военные символы широко применяются в рекламе водки и бытовых товаров, анонсах «праздничных концертов» в ночных клубах с полуобнажёнными девушками. Культ войны приучает с детства к идеи, что война — это приемлемо. По мнению Ильи Колмановского[прояснить], одна из причин в попытке играть на чувствах враждебности к тому, кого считают причиной своих неудач:
Каждый год 9-го мая в России ура-патриотическая истерия достигает пика. День Победы в путинской России давно перестал быть «праздником со слезами на глазах», превратившись в державно-патриотический шабаш и инструмент продвижения «русского мира» за пределами страны.

Ключевой компонент — ресентимент, унижение. Советский и постсоветский человек жил идеей принадлежности к мировой сверхдержаве, это помогало совладать с грустной реальностью — дефицитом, отсутствием социальных лифтов, пренебрежением твоими правами на всех этапах, когда каждый общественный институт от школы до пенсии направлен на унижение и подавление тебя. Зато была принадлежность к великой державе. Возникла комбинация из этого ресентимента и умело пользующейся им власти. Власть раздувала ресентимент не затем, чтобы Россия вставала с колен, а чтобы укреплять свой контроль: нас все обидели, унизили, обманули, у нас забрали союзные республики, разные ресурсы. Нам нужна такая власть, которая пускай нас самих подавит, раздавит, перемелет в фарш, но вылепит такую державу, где нам будет не обидно, что нас перемололи в фарш.

## Бюджетная поддержка на государственном уровне

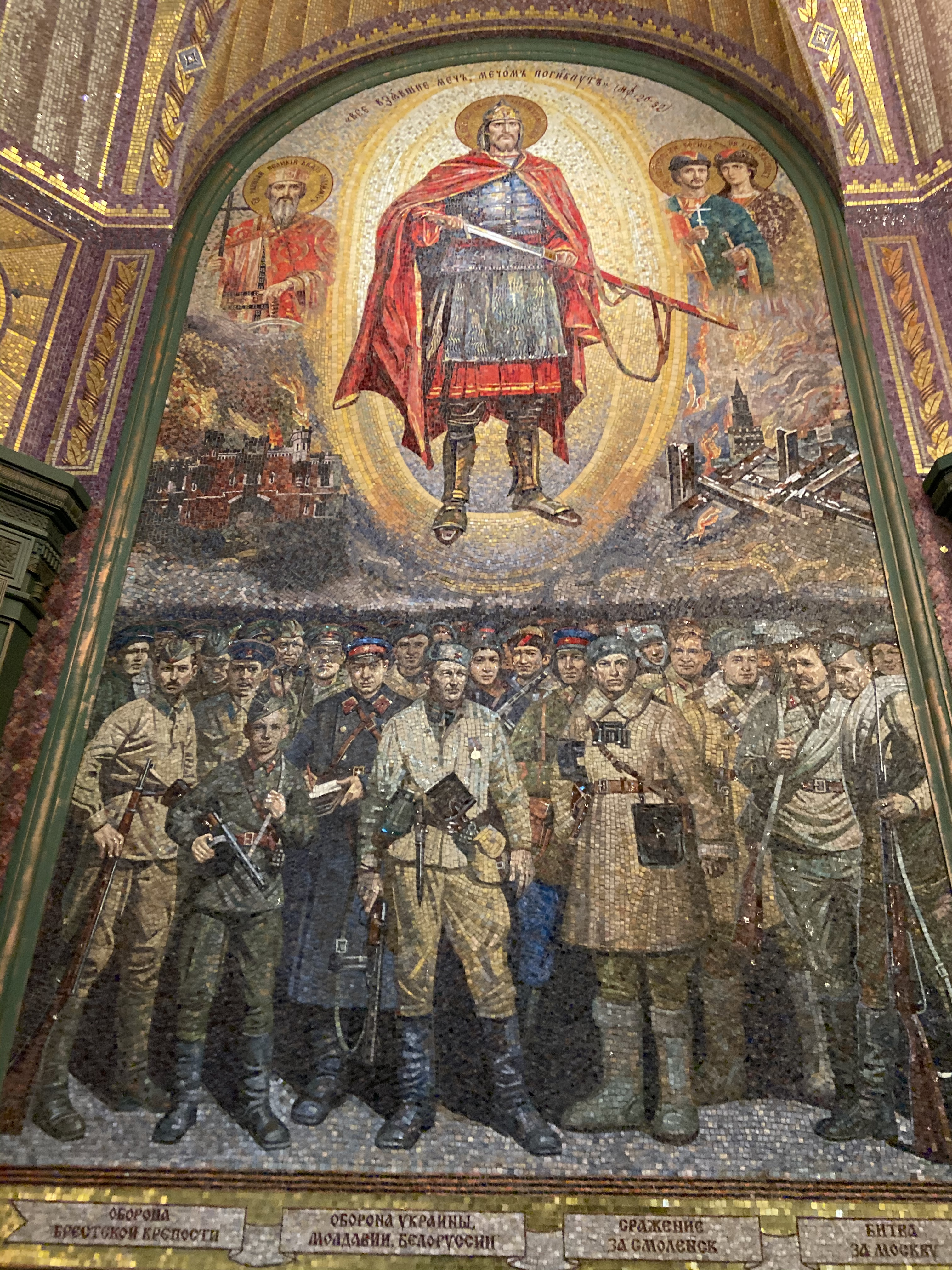
Мозаика в Главном соборе Вооружённых сил России, в которой соединена православная псевдоиконография и советский милитаристский символизм

Реализация и поддержка культа победы проводится на высшем государственном уровне, средства государственной поддержки из бюджета РФ направляются в виде социальных грантов, согласно распоряжению президента РФ от 05.04.2016, и на основании конкурса, проведённого Национальным благотворительным фондом РФ, где наибольшие суммы грантов были выделены на создание культа и чествования памяти Второй мировой войны, изучение проблем евразийского союза, фонда изучения новейшей истории Европы и подготовку специалистов в этой области.
Явную и открытую поддержку получили во втором полугодии 2016 года такие организации, как «Автономная некоммерческая организация по сохранению и поддержанию военного, исторического и культурного наследия планеты» (2,8 млн), «Краснодарская краевая общественная военно-патриотическая поисковая организация Ассоциация поисковых отрядов „Кубаньпоиск“» (1,5 млн), Саратовская областная общественная организация "Союз поисковых отрядов «Искатель» (1,5 млн); Региональная патриотическая общественная организация «Бессмертный полк — Москва» (5 млн); Общероссийский союз общественных объединений «Русское военное братство» (4,9 млн); Свердловская областная общественная молодёжная организации «Ассоциация патриотических отрядов „Возвращение“» (1,5 млн); Смоленское областное отделение Международного общественного фонда «Русский фонд мира», Общероссийское общественное движение по увековечиванию памяти погибших при защите Отечества «Поисковое движение России» (7,5 млн). Кроме грантовой помощи общественным организациям, создаётся социальная реклама, проводятся торжественные концерты.